# Terplán Zénó
Terplán Zénó (Hegyeshalom, 1921. május 25. – Miskolc, 2002. január 16.) Széchenyi-díjas magyar gépészmérnök, egyetemi tanár, az MTA tagja. Számos szakmai és civil szervezet munkájában vett részt. Az 1949-ben alapított Nehézipari Műszaki Egyetem gépelemek tanszékének alapító vezetője. Miskolc díszpolgára és több külföldi egyetem tiszteletbeli és díszdoktora.

## Tanulmányai
Apja Terplán Olivér (1896–1925) vasúti tisztviselő, anyja Tamási Emma (1900–1981) magántisztviselő volt. Elemi iskolába először a kőszegi evangélikus iskolába járt, ahol az oktatás valódi két tannyelvű volt: magyar és német nyelven tanították a diákokat. Apja vasúti beosztása miatt a harmadik és negyedik osztályt már a hegyeshalmi állami iskolában végezte el. Középfokú tanulmányainak 1. és 2. osztályát a kőszegi, a további hat évet a győri bencés gimnáziumban teljesítette. Itt alakult ki érdeklődése a matematika és a fizika tantárgyak iránt, ezért 1939-ben mérnökhallgatónak jelentkezett a József Nádor Műszaki és Gazdaságtudományi Egyetem Gépészmérnöki Osztályára. Tanulmányai során szoros kapcsolatba került Pattantyús-Ábrahám Géza professzorral, aki demonstrátorként alkalmazta a tanszéken. Gépészmérnöki diplomáját 1943. november 5-én szerezte meg, és december 1-jén már Pattantyús tanársegédje volt az egyetemen.

## Munkássága
A Budapesti Műszaki Egyetemen már korán kapcsolatba került a mérnöktovábbképzéssel, bekapcsolódott és fontos szerepet játszott a Mérnöki Továbbképző Intézet munkájában. 1943–1944-ben felvonószakértőként is tevékenykedett. Adjunktusi kinevezését 1945-ben kapta meg, s e beosztásban 1949-ig dolgozott az egyetemen.
1949-ben törvény született arról, hogy Miskolcon egyetemet kell létrehozni, három karral. Ezek közül kettőt Sopronból terveztek Miskolcra költöztetni (Kohómérnöki Kar, Bányamérnöki Kar), ám a Gépészmérnöki Kart újonnan kellett létrehozni. Ebben a munkában játszott fontos szerepet Terplán Zénó, aki az új egyetemen huszonnyolc évesen lett tanszékvezető, harmincegy évesen pedig professzor. Nehéz körülmények között (az egyetemnek még nem voltak épületei, eszközei, berendezései) kellett megkezdeni az oktatást, kialakítani annak tárgyi feltételeit. Ily módon alapítója volt a Gépészmérnöki Karnak, elkezdte működtetni a Gépelemek Tanszéket, amelynek rajta kívül öt tagja volt: négy, oktatási tapasztalatokkal nem rendelkező tanársegéd és egy hivatalsegéd. A nagy oktatási feladatok elkerülhetetlenné tették, hogy külső szakembereket, iparból hívott mérnököket is bevonjanak a munkába. Eleinte – a gépelemek témakörén kívül („Általános géptan”, „Gépelemek”, „Géprajz”) – olyan tantárgyakat is oktatniuk kellett, amelynek tudományterületére még nem alakult tanszék („Műszaki mérések elemei”, „Mechanizmusok”, „Gyakorlati áramlástan”, „Vízgépek”, „Szivattyúk, kompresszorok, ventilátorok”. A Terplán Zénó által vezetett tanszéknek mintegy öt évébe telt, hogy „utolérje önmagát”, azaz végére érjen az oktatásszervezésnek, elkészüljenek a szükséges jegyzetek, szakkönyvtárat, műhelyt hozzon létre. Komoly lépés volt az Egyetemvárosban az első épületek felépülése, amelyek egyikében helyet kapott a Gépelemek Tanszék is. Igaz, egy ideig még helyet kellett biztosítaniuk a Sopronból érkező, Geleji Sándor vezette Kohógéptani Tanszéknek is, amíg fel nem épült a kohász épület (népszerű nevén a „kocsedó”). Az első öt év utáni időszakban következhetett a tudományos tevékenység elindítása.
Terplán Zénót 1952-től bízták meg a rektorhelyettesi feladatok ellátásával. E funkciójában volt az 1956-os forradalom idején is (a rektor ekkor éppen külföldön tartózkodott), amikor megválasztották az egyetemen alakult munkástanács elnökévé. A későbbiekben emiatt nehézségei támadtak, de megkérdőjelezhetetlen szakmai, tudományos, pedagógiai eredményei okán 1960-ig rektorhelyettes maradt, 1964-ben pedig – egy négyéves ciklusra – a Gépészmérnöki Kar dékánja lett. Tekintélye révén olyan eredményeket ért el, amivel a kar érdekeit szolgálta, elindította például a magyarországi gépelemeket oktató tanszékek tudományos tanácskozássorozatát.
Kiváló és népszerű előadó volt. Az előadásaira rendkívül precízen felkészült, mert azt tartotta, hogy ezzel megtiszteli a hallgatókat. Az előadóterem táblájára, két kézzel készített, bámulatosan pontos és esztétikus krétarajzait ámulattal figyelték a hallgatók, az anyagot nem csupán leadta, hanem felépítette az adott gépet. Mindeközben természetesen folyamatosan, tömör magyarázatokkal világította meg az aktuális tananyagot. Oktatói munkáját annyira fontosnak tartotta, hogy még nyolcvanadik életévében is megtartotta német nyelvű „Általános géptan” előadásait, a „Technikatörténet”-et pedig még ezután is. Ezen felül összességében a következő tantárgyakat tanította: „Műszaki mérések elemei”, „Géprajz”, „Gépelemek”, „Gyakorlati áramlástan”, „Vízgépek”, „Szivattyúk, kompresszorok, ventilátorok”, „Mechanizmusok és gépek elmélete”, „Módszeres géptervezés”, „Fogaskerék-bolygóművek”.
A szigorúan vett szakmai tevékenységén kívül sokat foglalkozott az egyetem, a tudomány, a szakma múltjával, történetével is. Hosszú évekig vezette az egyetemtörténeti bizottságot, könyveket, megemlékezéseket írt a múlt nagy tudósairól (Pattantyús-Ábrahám Géza, Pattantyús-Ábrahám Imre, Bánki Donát, Fonó Albert, Galamb József), Az én gépészeim című könyvében pedig negyven mérnöki életrajzot tett közzé. Mintegy 45 éven át írta különleges naplóját, amelyben a Miskolci Egyetem történéseiről adott forrásértékű információkat.
Fontosnak tartotta az egyetemi, Selmecbányáról eredeztetett diákhagyományok ápolását, de azt is, hogy ezeket a hagyományokat bővíteni is lehet. Ezért állt azonnal egy hallgatói kezdeményezés mellé, amely a Budapesti Műszaki Egyetem Vicinális Dugóhúzója mintájára tervezett egy szatirikus évkönyv kiadását. A Húzótüske című kiadványsorozat 1954-ben indult, és az egyetem mindhárom karának hallgatói és oktatói írták, rajzolták, de a kiadvány motorja mindvégig Terplán Zénó volt. Az évkönyv annyira népszerű volt, hogy a későbbiekben a húzótüske „szobrot” is kapott az egyetem úgynevezett uv-dombja tetején (uv = utóvizsga). Ezen felül is szoros kapcsolatban volt a hallgatókkal, fiatal korában gyakran vett részt közös futballmérkőzéseken (ifjabb korában futballkapus volt). 1953-tól 1957-ig tanárelnöke volt a Miskolci Haladás SE-nek (ez az egyesület volt az egyetem sportklubja, a MEAFC elődje).
Nyolcvanadik születésnapjáról, 2001 májusában, kétnapos konferenciával emlékeztek meg munkatársai, hallgatói, tisztelői. A köszöntők között volt – a kollégákon, munkatársakon, egykori és akkori hallgatókon, tanítványokon, tisztelőkön kívül – a Miskolci Akadémiai Bizottság, a Miskolci Egyetem, az MTA Műszaki Tudományok Osztálya, a Budapesti Műszaki és Gazdaságtudományi Egyetem, Miskolc város, a Magyar Mérnökakadémia, a magdeburgi Otto von Guericke Egyetem, a leobeni Montanuniversität, a Gépszerkezettani Akadémiai Bizottság, az Országos Műszaki Múzeum, az IFToMM (International Federation for the Theory of Machines and Mechanisms) Magyar Nemzeti Bizottsága.
1994-ben Széchenyi-díjjal tüntették ki, 1995-ben Miskolc díszpolgára lett, 2001-ben kapta a Magyar Mérnökkamara emlékérmét és a József nádor emlékérmet. Kitüntették a Pro Universitate és a Pro Comitatu elismeréssel, és Akadémiai és Pattantyús-díjjal is elismerték munkásságát. Tiszteletbeli doktora volt a miskolci, a leobeni és a magdeburgi egyetemnek.
Terplán Zénó 2002. január 16-án hunyt el, kilenc évig viselte türelemmel betegségét. A Deszkatemető V/1 parcellájában helyezték örök nyugalomra.

## Tudományos munkája
Terplán Zénó 1950-ben védte meg doktori értekezését a Budapesti Műszaki Egyetemen, disszertációjának címe Újfajta vízemelő kos üzemi és szelep-kísérletei volt. 1952-ben kapta meg a kandidátusi fokozatot, 1966-ban lett a műszaki tudomány doktora. Tanszékvezetőként fontosnak tartotta munkatársai tudományos előremenetelét is, tanszékvezetése alatt huszonkét kollégája szerezte meg egyetemi doktori címet, nyolcan pedig a kandidátusi fokozatot. Tudományos munkájának fontos része volt a nagyszámú, különböző szintű tudományos disszertáció opponálása, szakművek lektorálása is. Nevét tudományos cikkei és könyvei tették nemzetközileg is ismertté, főleg a fogaskerék-bolygóművekkel foglalkozó magyar és idegen nyelvű szakkönyvek, amelyeket gyakran tanszéki kollégáival közösen írt. Ily módon nem csak a maga szakmai tekintélye vált ismertté, de a tanszékén kialakult tudományos műhely is. Tevékenyen részt vett az International Federation for the Theory of Machines and Mechanisms megalapításában. 1960 és 1983 között nyolc nemzetközi tudományos ülést szervezett a „Mechanizmusok és hajtóművek” témájában. 1971-től 1985-ig volt a Műszaki Könyvkiadó gépészeti szerkesztő tanácsának a tagja.
1957-től 1988-ig volt a Nehézipari Műszaki Egyetem Közleményei című tudományos folyóirat szerkesztője, és ugyanebben az időszakban irányította az NME Gépelemek Tanszékének Közleményei sorozatát is.
Első külföldi előadását 1958-ban tartotta Drezdában, majd ezt követően számos más országban is tartott előadásokat: Ausztria, Bulgária, Csehország, Finnország, Franciaország, Grúzia, Horvátország, India, Izrael, Japán, Jugoszlávia, Kanada, Lengyelország, Nagy-Britannia, Németország, Olaszország, Oroszország, Románia, Spanyolország, Svájc, Szlovákia, Ukrajna, USA.
1990-ben a Magyar Tudományos Akadémia levelező (székfoglalója október 1-jén volt), majd 1995-ben rendes tagjává választotta (székfoglalója október 25-én volt).
Tudományszervezői tevékenységét az egyetemen kívül – többek között – a Gépszerkezettani Akadémiai Bizottságban, a Tudományos Minősítő Bizottságban, illetve az MTA Doktori Tanácsában, és a Miskolci Akadémiai Bizottságban végezte. Utóbbi létrehozásában és működtetésében is részt vett, 1979-től 1990-ig tudományos titkárként, 1990-től 1996-ig pedig a testület elnökeként. Elnöki funkciója letelte után úgy értékelte a Bizottság munkáját, hogy a MAB-nak „Észak-Magyarország tudományos dolgozóit sikerült úgy összefognia, hogy a terület, és azon belül elsősorban Miskolc város tudományos kultúrája magasabb szintre emelkedett, és a Miskolci Akadémiai Bizottság helyileg és országosan is általános elismerést vívott ki magának.”

## Közéleti tevékenysége
Terplán Zénó számos szakmai és civil szervezet munkájában vett részt. Maga is meghatározónak tartotta életében az 1981 és 1990 közötti időszakot, amikor a Gépipari Tudományos Egyesület országos elnöke volt (1998-ban a GTE örökös tiszteletbeli elnökévé választotta). 1986-tól a MTESZ Tudomány- és Technikatörténeti Bizottságának az elnöke volt. Hosszú ideig volt a Gép című folyóirat szerkesztőbizottságának a tagja, de szerkesztette a Technika, illetve Magyar Technika és az idegen nyelvű Műegyetemi Közleményeket is. Korábban már volt említés róla, hogy 1979-től 1996-ig volt a Magyar Tudományos Akadémia Miskolci Akadémiai Bizottsága tudományos titkára, illetve elnöke.
Miskolcon több évtizeden át volt a városi tanács tagja, ebbeli tevékenységét ismerte el a város 1995-ben, amikor díszpolgárává választotta, illetve Borsod-Abaúj-Zemplén megye önkormányzatától 1992-ben Pro Comitatu kitüntetést kapott.

## Elismerései
- 1958: a Gépipari Tudományos Egyesülettől (GTE) megkapta a Pattantyús-díjat.
- 1973: az MTA-tól Akadémiai Díjat kapott.
- 1981: a Nehézipari Műszaki Egyetem „Pro Universitate” kitüntetettje.
- 1981: MTESZ-díjat kapott.
- 1981: a magdeburgi műszaki egyetem tiszteletbeli doktorává választotta.
- 1987: a Society of Manufacturing Engineers (SME) Senior Memberje.
- 1989: a Verein Deutscher Ingenieure (VDI) levelező tagjává választotta.
- 1989: az NME tiszteletbeli (h.c.) doktorává választotta.
- 1989: a BME-től megkapja az első Mihailich-díjat.
- 1990: a Magyar Tudományos Akadémia levelező tagja.
- 1991: a leobeni Montanuniversität tiszteletbeli doktorává választotta.
- 1992: a Gép szerkesztőbizottságának tiszteletbeli elnöke.
- 1992: a Borsod-Abaúj-Zemplén megyei közgyűlés „Pro Comitatu” kitüntetettje (emlékgyűrűvel).
- 1993: a BME aranyoklevelese (50 éve okl. gépészmérnök).
- 1994: Széchenyi-díj a gépészmérnöki tudományok, a géptervezés terén kifejtett tudományos oktatási és technikatörténeti munkásságáért, mérnökgenerációk neveléséért, a mérnöki szakma társadalmi elismerésének növekedéséért kifejtett tevékenységéért.
- 1994: a FEANI-tól (Fédération Européenne d'Associations Nationales d'Ingénieurs) megkapta az Eur. Ing. címet.
- 1995. május 8.: a Magyar Tudományos Akadémia rendes tagja.
- 1995. május 11.: Miskolc díszpolgára (emlékgyűrűvel).
- 1998: a GTE örökös tiszteletbeli elnökévé választotta.
- 2001: TECHNÉ érem (A Magyar Mérnökakadémia életműdíja).
- 2001: József nádor emlékérem (1. sz. példány).

## Válogatott szakirodalmi munkái
1. Munkatárs a Pávó Elemér szerkesztette „Korszerű magyar–német és német–magyar műszaki szótár”-ban. Miszler kiadó, Budapest, 1943. I. 1/700; II. 1/580.
2. Könyvismertetés Pattantyús-Á. Géza „Felvonók” című könyvéről (angol nyelven). Műegyetemi Közlemények. 1 (1947) 2. 187. old.
3. Általános géptan. (Főiskolai jegyzet) ÁMF, Budapest, 1948. 1/95.
4. Vízerőgépek. (Főiskolai jegyzet) ÁMF, Budapest, 1949. 1/140.
5. Vezérfonal műszaki előadóknak és szerzőknek. Társszerző: Tarnóczy Tamás. Mérnöki Továbbképző Intézet kiadványai. KG. 23. Budapest, 1949. 1/52. (Ismertetés: Susánszky Jánostól 1961-ben)
6. Újfajta vízemelő kos üzemi és szelep-kísérletei. (A BME Gépészmérnöki Karához benyújtott és elfogadott műszaki egyetemi doktori értekezés, kézirat) Budapest, 1950. 1/54.
7. Műszaki mérések alapjai. Egyetemi jegyzet Pattantyús-Ábrahám Géza előszavával. NME Miskolc–BME Budapest, 1950. 1/115.
8. Általános géptan. Egyetemi jegyzet. NME, Miskolc, 1950. 1/125.
9. Géprajz bánya- és kohómérnökhallgatóknak. Egyetemi jegyzet. NME, Miskolc, 1950. 1/55 + 1/27 mell.
10. Gépelemek II. Egyetemi jegyzet. NME, Miskolc, 1950. 1/148.
11. Hogyan foglalkozzunk gépészmérnökhallgatókkal I. éves korukban? Társszerzők: Varga Gábor, Olasz József, Kozaróczy Miklós, Lévai Imre és Szombathy Emil. (Az Oktatási Minisztériumba benyújtott és díjazott pályázati munka, kézirat) Miskolc, 1952. 1/12.
12. Válogatott fejezetek a mechanizmusok elméletéből. Egyetemi jegyzet. (A példatárat összeállította: Drobni József) Felsőoktatási Jegyzetellátó Vállalat, Budapest, 1957. 1/149.
13. Könyvismertetés Szeniczei Lajos „Az általános fogazás” című könyvének 2. átdolgozott kiadásáról. NME Közleményei, 3 (1959) 465/466.
14. Mechanizmusok. 1. kiadás Tankönyvkiadó, Budapest, 1959. 1/294. (Ismertetés: Tar Sándortól; ifj. Sályi Istvántól; Szeniczei Lajostól 1959-ben; J. Volmertől 1972-ben.)
15. A gépelemek méretezésének alapelvei. A Pattantyús: Gépész- és villamosmérnökök kézikönyve. 3. kötet „Gépelemek” főfejezetének alfejezete. Műszaki Könyvkiadó, Budapest, 1961. 385/391. (Különlenyomat, NME Gépelemek Tanszék Közleménye). (Ismertetés a 3. kötetről Fekete Lászlótól 1962-ben)
16. Mechanizmusok. 2. kiadás. Tankönyvkiadó, Budapest, 1962. 1/292. (Ismertetés: A. N. Bogoljubovtól 1967-ben)
17. Általános géptan. 3. átdolgozott kiadás. Társszerző: Lendvay Pál. Egyetemi jegyzet. Tankönyvkiadó, Budapest, 1964. 1/318.
18. Az egyszerű bolygóművek teljesítményviszonyai. Társszerző: Apró Ferenc. NME Közleményei, 345/355. (Különlenyomat, NME Gépelemek Tanszék Közleményei)
19. Zur Frage des Zahnstosses bei der Innenverzahnung. Társszerző: Szota György. NME idegen nyelvű közleményei, 331/341. (Különlenyomat, NME Gépelemek Tanszék közleményei)
20. A Nehézipari Műszaki Egyetem rövid története 1949 és 1964 között. NME Központi Könyvtárának Kiadványa 9 (1965) 7/16. (Különlenyomat, NME Gépelemek Tanszék közleményei)
21. Die Dimensionierung der Stirnräder in Ungarn. Társszerző: Lévai Imre. NME idegen nyelvű közleményei 213/228. [Különlenyomat, NME Gépelemek Tanszék közleményei)
22. A fogaskerék-bolygóművek méretezési kérdései. (A TMB-hez benyújtott és elfogadott értekezés a műszaki tudomány doktora tudományos fokozat elnyeréséért, kézirat) Miskolc, 1965. 1/83 + 1/77 függ. Védés: 1966. április 6.
23. Gépelemek I/1. 2. átdolgozott kiadás. Társszerzők: Kováts Attila, Kőszegi Jenő, Tar Sándor és Tóth Ottó. Egyetemi jegyzet. Tankönyvkiadó, Budapest, 1966. 1/137.
24. Gépelemek I/2. 2. átdolgozott kiadás. Társszerzők: Nagy Géza és Scholtz Péter. Egyetemi jegyzet. Tankönyvkiadó, Budapest, 1966. 1/310.
25. Gépelemek II/1. 3. átdolgozott kiadás. Társszerzők: Szabaczky Károly és Szota györgy. Egyetemi jegyzet. Tankönyvkiadó, Budapest, 1966. 1/216.
26. Gépelemek II/2. 2. átdolgozott kiadás. Társszerzők: Horváth István, Lendvay Pál és Tar Sándor. Egyetemi jegyzet. Tankönyvkiadó, Budapest, 1966. 1/210.
27. Mechanikus tengelykapcsolók. 1. kiadás. Társszerzők: Nagy Géza és Herczeg István. Műszaki Könyvkiadó, Budapest, 1966. 1/435. (Kiadói nívódíjas 1967-ben) (Ismertetés: Cselényi Józseftől; Fűzi Ernőtől 1966-ban; Vándorffy Józseftől 1967-ben; F. Duditzától 1971-ben)
28. Gépelemek III. 2. átdolgozott kiadás. Társszerzők: Varga Gábor és Vida András. Egyetemi jegyzet. Tankönyvkiadó, Budapest, 1967. 1/140.
29. Gépelemek IV. 3. átdolgozott kiadás. Társszerzők: Drobni József és Lévai Imre. Egyetemi jegyzet. Tankönyvkiadó, Budapest, 1967. 1/220.
30. Zorkóczy Béla professzor 70 éves. Észak-Magyarország, 75. 4. old.
31. Herrmann Miksa) professzor munkássága. (Készült a születésének 100. évfordulóján rendezett kiállításra) NME Gépelemek Tanszék közleményei, 1/16.
32. A Nehézipari Műszaki Egyetem húsz esztendeje. (Kézirat) NME, Miskolc, 1970. 1/227. (Ismertetés Lányi Andortól 1974-ben)
33. Különleges tengelykapcsolók. Társszerzők: Nagy Géza és Herczeg István. Műszaki Könyvkiadó, Budapest, 1971. 1/754. (Ismertetés: Cselényi Józseftől 1971-ben; Füzi Ernőtől 1972-ben; N.N. 1972-ben; Vándorffy Józseftől 1973-ban)
34. Dimensionierungsfragen der Zahnrad-Planetengetriebe. Akadémiai Kiadó, Budapest, 1974. 1/304. (Ismertetés 25 szerzőtől angol, magyar, német, olasz, orosz és szerb nyelven)
35. V-Null- und V-Verzahnungsmöglichkeiten einfacher Umlaufrädergetriebe. Maschinenbautechnik 11. 520/522. (Teljes szöveg: NME Gépelemek Tanszék közleményei 1/10 + 11 ábra; rövidítve: NME Gépelemek Tanszék közleményei); csaknem teljes fordítás németből oroszra: Express-Informácija-Detali masin. (1975) 13. 19/24]. (Ismertetés: R. Hollertől 1975-ben; G. Niemann-H. Wintertől 1983-ban)
36. Sályi István professzor munkásságának méltatása. Társszerző: Kozák Imre. – Sályi István professzor tudományos és egyéb írásainak jegyzéke. NME Közleményei III. sorozat (Gépészet) 1. 17/52.
37. Mechanikus tengelykapcsolók. 2. kiadás. Társszerzők: Nagy Géza és Herczeg István. Műszaki Könyvkiadó, Budapest, 1976. 1/435.
38. Fogaskerék-bolygóművek. Társszerzők. Antal Miklós, Apró Ferenc és Döbröczöni Ádám. Műszaki Könyvkiadó, Budapest, 1979. 1/258. (Kiadói nívódíjas 1980-ban)
39. Megemlékezés egy magyar származású neves gépkonstruktőrről: Galamb Józsefről. Társszerzők: Lendvay Pál, Jálics Károly és Marton Gábor. Borsodi Műszaki Hetek '79 előadásai. GTE, Miskolc, 1979. 242/247. (Különlenyomat: NME Gépelemek Tanszék közleményei)
40. Report on the Activity of the Hungarian National Committee of IFTOMM. Társszerző: Filemon Józsefné Kocsis Erzsébet. Mechanism and Machine Theory 2. 149/150. (Különlenyomat: NME Gépelemek Tanszék közleményei)
41. A Nehézipari Műszaki Egyetem harmadik évtizede. (Kézirat) NME Egyetemtörténeti Bizottsága, Miskolc, 1981. 1/262.
42. Gyakorlati vezérfonal a tudományos munkássághoz. Társszerző: Lászlóffy Woldemár. NME Gépelemek Tanszék közleményei, 1/85.
43. Pattantyús-Ábrahám Géza. „A múlt magyar tudósai”. Akadémiai Kiadó, Budapest, 1984. 1/237. (Ismertetés: Végh Ferenctől; Szluka Emiltől 1984-ben; Pénzes Istvántól 1985-ben)
44. Bánki Donát emlékkönyv, születésének 125. évfordulójára (szerkesztés és az egyik fejezet szerzője). MTESZ, Budapest, 1984, 1/128. (Ismertetés Mátay Lászlótól; A. A. Sejpaktól 1985-ben)
45. Pattantyús-Ábrahám Géza emlékkönyv, születésének 100. évfordulójára (szerkesztés és egyes fejezetek szerzője). GTE, Budapest, 1985, 1/161. (Ismertetés Mátay Lászlótól 1985-ben; Vándorffy Józseftől 1987-ben)
46. A Method of the Skiving Cutter Design. Társszerzők: Szente József és Marton Gábor. „2éme Congres Mondial des Engrenages” 2. kötet, Párizs, 1986, 751/758. (Különlenyomat: NME Gépelemek Tanszék közleményei)
47. Fogaskerék-bolygómű terhelés-eloszlására ható tényezők összehasonlító elemzése. Társszerzők: K. I. Zablonszkij és Döbröczöni Ádám. Gép 2, 79/81. (Különlenyomat: NME Gépelemek Tanszék közleményei)
48. The Further Development of the Sizing of Epicyclic Gear Trains. Társszerző: Döbröczöni Ádám. Proceedings of the Seventh World Congress on the „Theory of Machines and mechanisms”. Vol. III. Sevilla, 1987. 1331/1334. (Különlenyomat: NME Gépelemek Tanszék közleményei)
49. A Nehézipari Műszaki Egyetem negyedik évtizede 1–2. (Kézirat) ME Egyetemtörténeti Bizottság, Miskolc, 1990. 1/494.
50. Fonó Albert. Akadémiai Kiadó, Budapest, 1991. 1/203. (Ismertetés: Pénzes Istvántól; Szluka Emiltől 1992-ben; Döbröczöni Ádámtól 1993-ban)
51. Fogaskerekek, hajtóművek, fogaskerék-bolygóművek. Értekezések–emlékezések. Akadémiai Kiadó, Budapest, 1992. 1/63.
52. Jendrassik György. „A múlt magyar tudósai”. Akadémiai Kiadó, 1996.
53. Az én gépészeim. Negyven életrajz Péter József rajzaival. Miskolci Egyetemi Kiadó, Miskolc, 1998. 1/288.
54. A Magyar Mérnök- és Építész-Egylet Közlönyének adatai 1867–1944 között (Németh Gézával). Miskolci Egyetem, 1998
55. Életünkben életem. ME Gépelemek Tanszék közleményei. Miskolc, 1999. 1/108.
56. Ifjan – Éretten – Öregen. 80 kérdés–válasz közel nyolc évtizedről. Beszélgetőtárs: Tóth László. Technika Alapítvány, Miskolc, 2001. 112 p.
57. Stationen eines Lebens. Lehrstuhl für Maschinenelemente der Universität. Kézirat, Miskolc, 2001. 1/66.